# Nieuwe Kerk (Zeist)
De Nieuwe Kerk of Bethelkerk is een kerkgebouw van Protestantse Gemeente in de Utrechtse gemeente Zeist. De kerk is gelegen aan de Boulevard direct ten noordoosten van het centrum.
De kerk werd in 1926 voor 115.400 gulden aanbesteed en voltooid in 1927 naar ontwerp van de architecten J.M. Paap en J.J. van Straalen.. De kerk is uitgevoerd in de zakelijke stijl van de Amsterdamse School, met expressieve baksteenelementen in de gevel.

## Fotogalerij

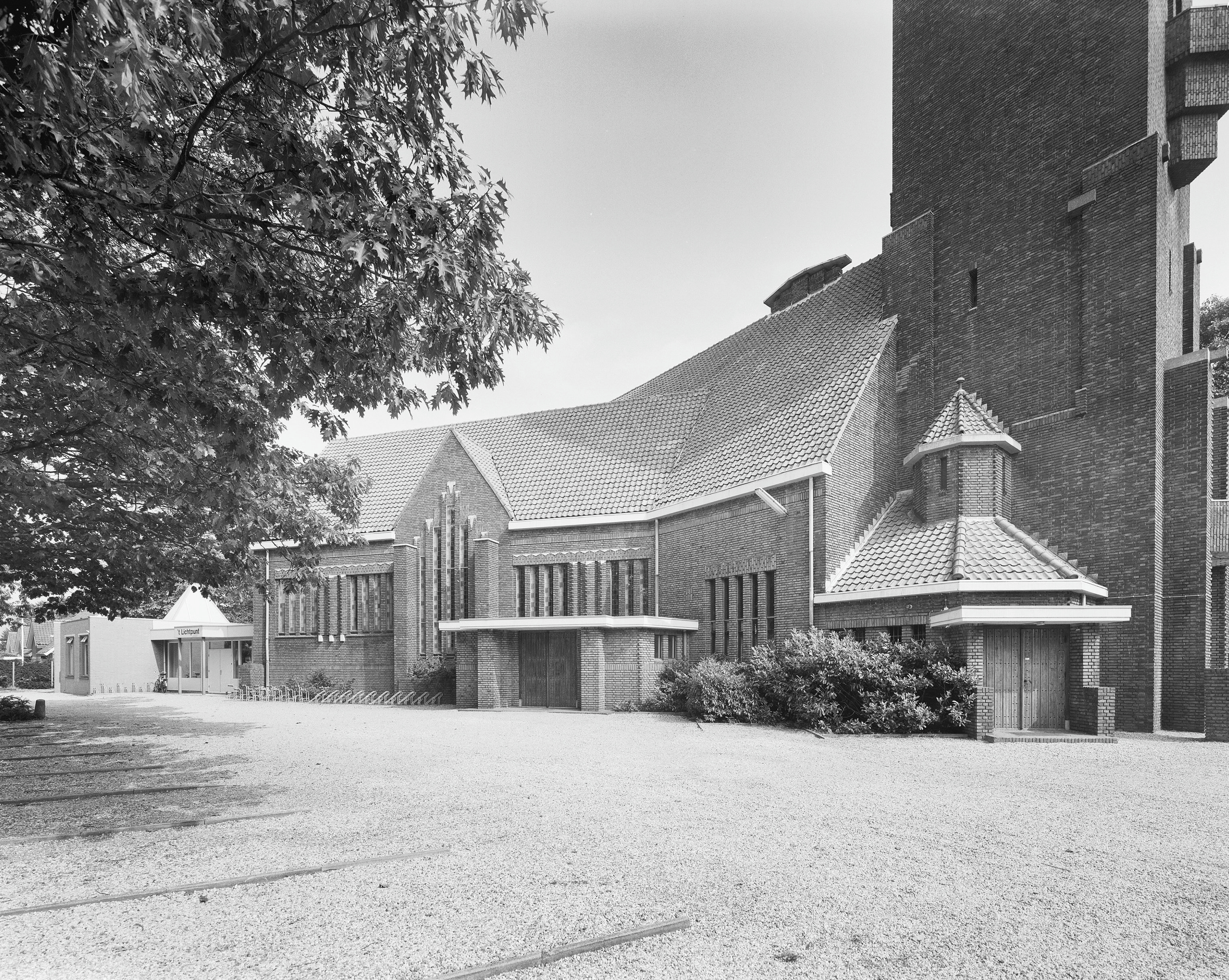
Zijgevel in 1999
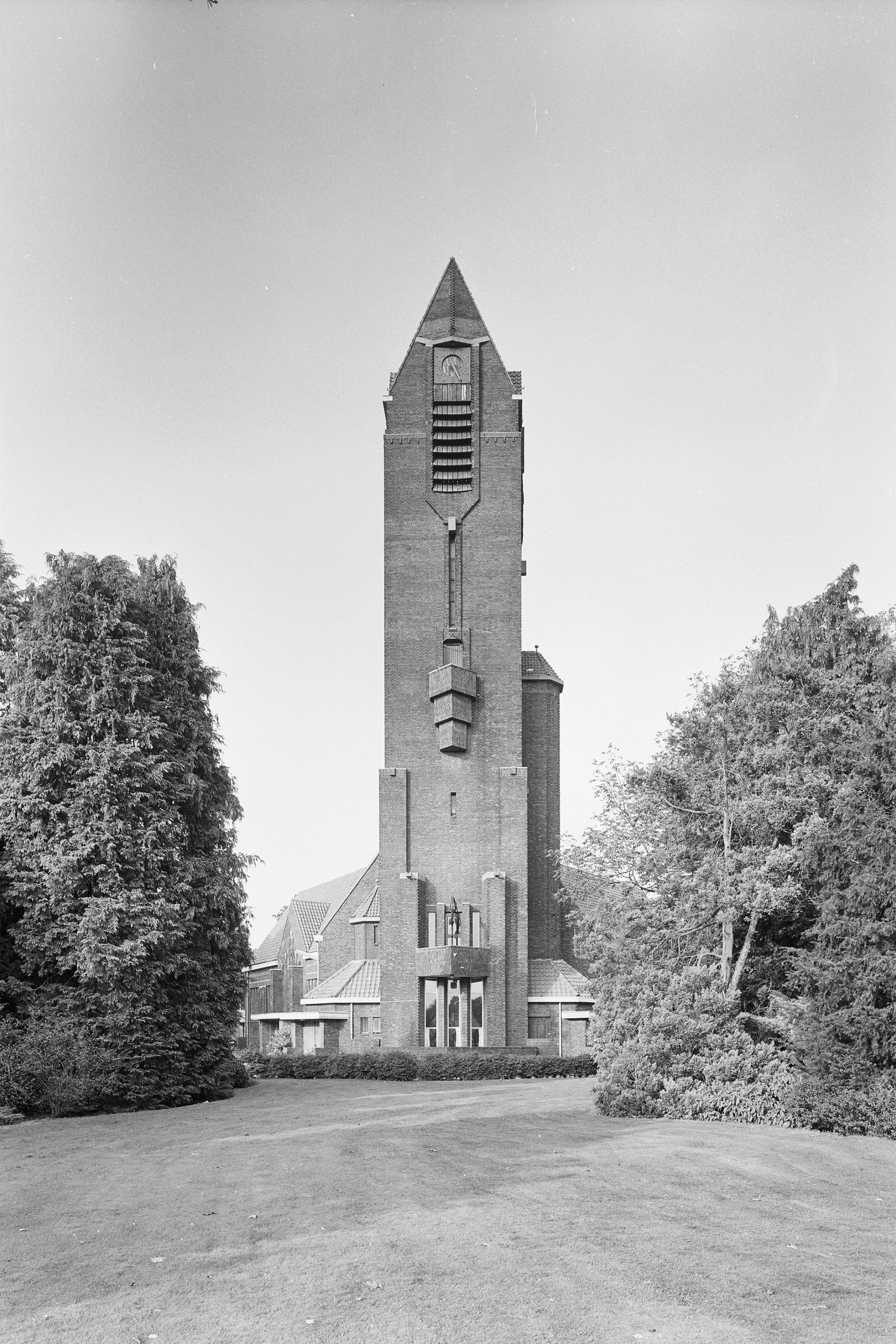
De toren in 1999
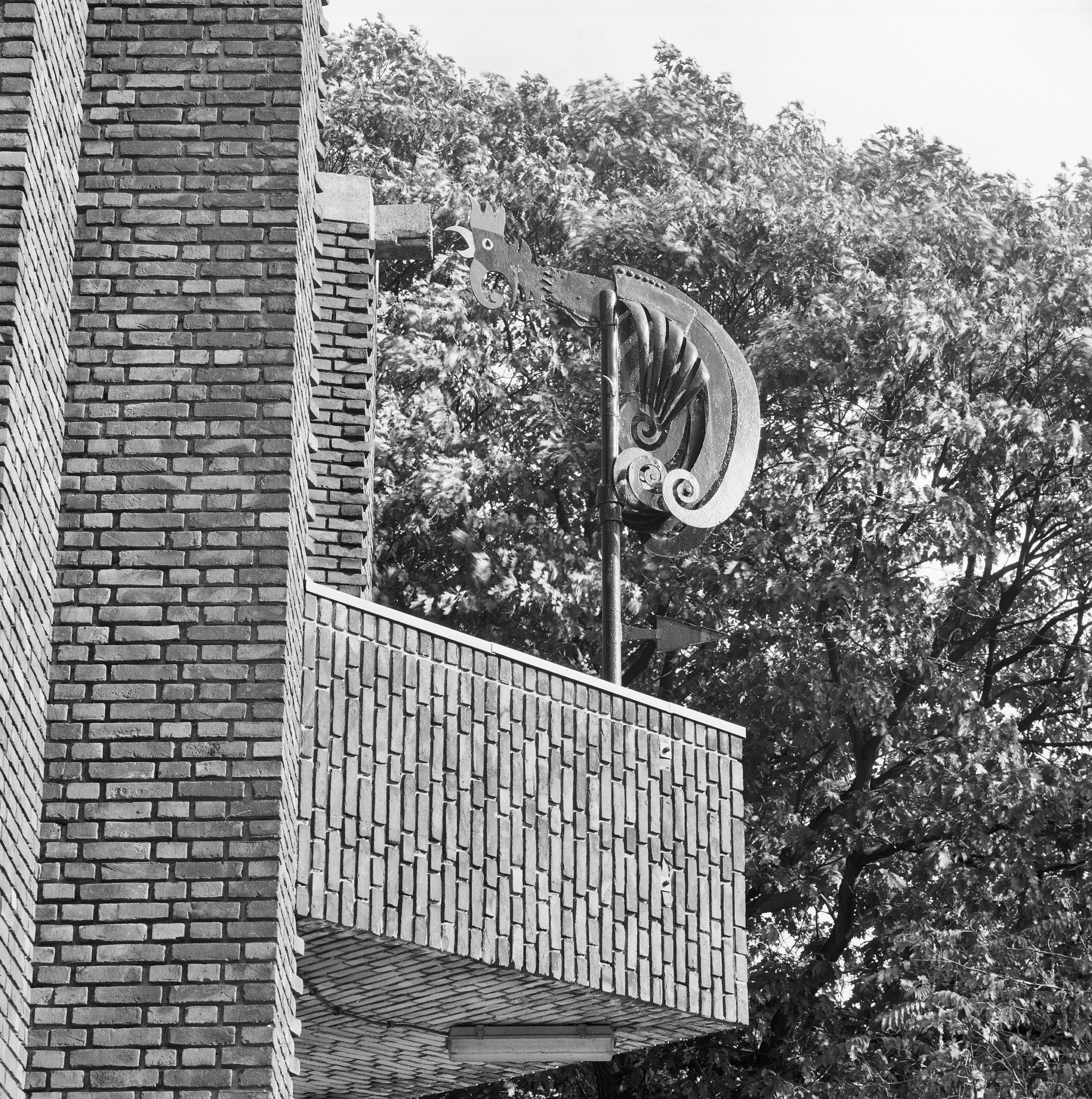
Vogel van smeedijzer aan de toren
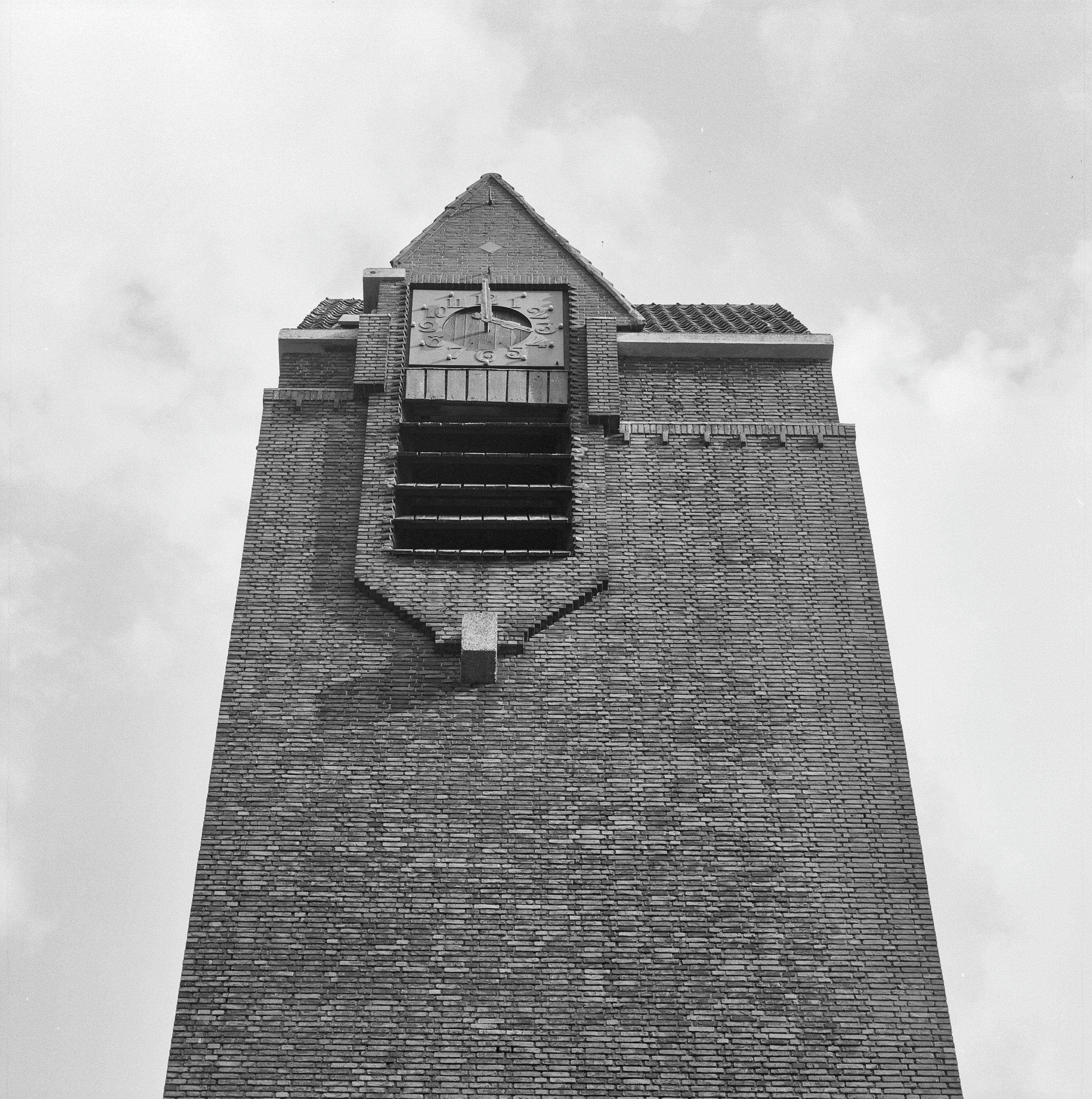
Uurwerk